# Nea Rúmata
Nea Rúmata (en griego, Νέα Ρούματα) es un pueblo de Grecia ubicado en la isla de Creta. Pertenece a la unidad periférica de La Canea, al municipio de Plataniás, a la unidad municipal de Musuri y a la comunidad local de Prasés. En el año 2011 contaba con una población de 51 habitantes.

## Restos arqueológicos
En Nea Rúmata se han excavado dos tumbas abovedadas de pequeñas dimensiones que pertenecen al periodo inicial minoico y que, por sus características, también se ha relacionado con la civilización cicládica. También se han encontrado huellas de asentamientos del minoico temprano en la zona. En una de las tumbas, descubierta en 1980, se encontraron también dos jarrones. Esta tumba se construyó con piedras de río y contenía los restos de una persona en una postura contraída.